# Heterolacurbs
Genre
Synonymes
- Martibianta Šilhavý, 1973

Heterolacurbs est un genre d'opilions laniatores de la famille des Biantidae.

## Distribution
Les espèces de ce genre sont endémiques du banc de Porto Rico.

## Liste des espèces
Selon World Catalogue of Opiliones (11/10/2021) :
- Heterolacurbs ovalis Roewer, 1912
- Heterolacurbs perezassoi Alegre & de Armas, 2012

## Publication originale
- Roewer, 1912 : « Die Familien der Assamiiden und Phalangodiden der Opiliones-Laniatores. (= Assamiden, Dampetriden, Phalangodiden, Epedaniden, Biantiden, Zalmoxiden, Samoiden, Palpipediden anderer Autoren). » Archiv für Naturgeschichte, sér. A, vol. 78, no 3, p. 1–242 (texte intégral).